# Fibra de carbono

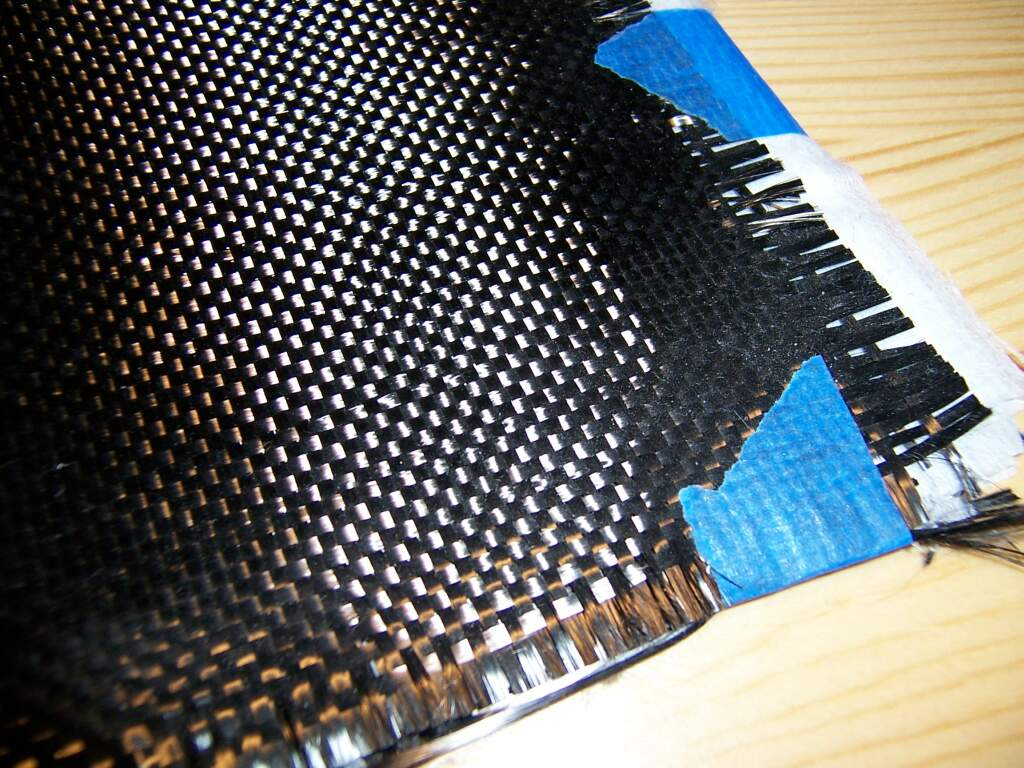
Tela de fibra de carbono

La fibra de carbono es una fibra sintética constituida por finos filamentos de 6–10 μm de diámetro y compuesto principalmente por carbono. Cada fibra de carbono es la unión de miles de filamentos de carbono. Se trata de una fibra sintética porque se fábrica a partir del poliacrilonitrilo. Tiene propiedades mecánicas similares al acero y es tan ligera como la madera o el plástico. Por su dureza tiene mayor resistencia al impacto que el acero.
La principal aplicación es la fabricación de materiales compuestos, en la mayoría de los casos —aproximadamente un 75%— con polímeros termoestables. El polímero es habitualmente resina epoxi, de tipo termoestable aunque también puede asociarse a otros polímeros, como el poliéster o el viniléster. De hecho estos elementos son sometidos a pruebas de resistencias muy duras para saber su eficacia

## Estructura

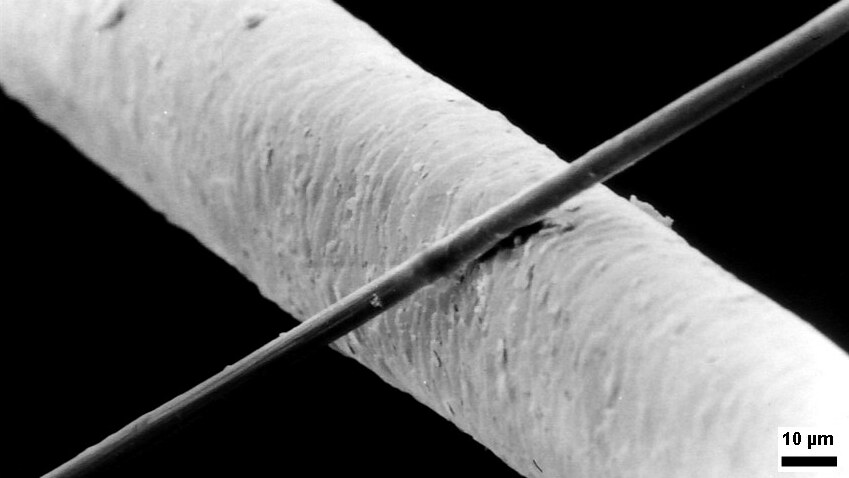
Un filamento de carbono de 6 μm de diámetro (desde abajo a la izquierda hasta arriba a la derecha), comparado con un cabello humano

La estructura atómica de la fibra de carbono es similar a la del grafito, consistente en láminas de átomos de carbono ordenados en un patrón regular hexagonal. La diferencia está en la manera en que esas hojas se entrecruzan. El grafito es un material cristalino en donde las hojas se sitúan paralelamente unas a otras de manera regular. Las uniones químicas entre las hojas son relativamente débiles, lo que proporciona al grafito su blandura y brillo característicos. La fibra de carbono es un material amorfo: las láminas de átomos de carbono se colocan al azar, apretadas o juntas. Esta integración de las láminas de carbono es responsable de su alta resistencia.
La densidad de la fibra de carbono es de 1750 kg/m³. Es conductor eléctrico y de baja conductividad térmica. Al calentarse, un filamento de carbono se hace más grueso y corto. 
Su densidad lineal (masa por unidad de longitud, con la unidad * 1 tex = 1 g/1000 m) o por el número de filamentos por yarda, en miles.

## Espesor
Cada fibra de carbono está formada por miles de filamentos de carbono. Los valores típicos de número de filamentos por fibra suelen oscilar entre 1000 y 24000 filamentos, así se ha estandarizado la nomenclatura 1K, 3K, 6K, 12K, 18K y 24K, para definir el número de filamentos por fibra (donde K representa el valor por mil).
Estos miles de filamentos pueden estar trenzados formando una especie de hilo cilíndrico llamado fibra trenzada o "twisted", o pueden situarse en paralelo formando una fibra denominada "untwisted" o simplemente "tow". 
En la fibra "tow", al situarse en paralelo cada filamento, permite a la fibra un espesor teórico igual al de un único filamento (5-10 μm). Por el contrario, en la fibra trenzada (menos común), el conjunto de filamentos adquiere una forma cilíndrica, cuyo espesor vendrá determinado por el número de filamentos que contiene.

Así, a modo de ejemplo, un tejido formado por fibras de carbono 3K"tow", contendrá fibras de 3000 filamentos de carbono no trenzados entre sí.

## Propiedades
Las propiedades principales de este material son:
- Muy elevada resistencia mecánica, con un módulo de elasticidad elevado.
- Baja densidad, en comparación con otros materiales como por ejemplo el acero.
- Elevado precio de producción.
- Resistencia a agentes externos.
- Gran capacidad de aislamiento térmico.
- Resistencia a las variaciones de temperatura, conservando su forma, solo si se utiliza matriz termoestable.

Las razones del elevado precio de los materiales realizados con fibra de carbono se deben a varios factores:
- El refuerzo, fibra, es un polímero sintético que requiere un caro y largo proceso de producción. Este proceso se realiza a alta temperatura -entre 1100 y 2500 °C- en atmósfera de hidrógeno durante semanas (o incluso meses) dependiendo de la calidad que se desee obtener, ya que pueden realizarse procesos para mejorar algunas de sus características una vez que se ha obtenido la fibra.
- El uso de materiales termoestables dificulta el proceso de creación de la pieza final, ya que se requiere de un complejo utillaje especializado, como el horno autoclave.

## Usos
La fibra de carbono (FC) se desarrolló inicialmente para la industria espacial, pero ahora, al bajar de precio, se ha extendido a otros campos donde tiene muchas aplicaciones: 
Principalmente la industria del transporte y el deporte de alta competición. 
En la industria aeronáutica y automovilística, al igual que en barcos y en bicicletas, donde sus propiedades mecánicas y ligereza son muy importantes. 
También se está haciendo cada vez más común en otros artículos de consumo como patines en línea, raquetas de tenis, edificios, ordenadores portátiles, trípodes y cañas de pesca e incluso en joyería. Últimamente encontramos la fibra de carbono hasta en carteras de bolsillo (monederos y billeteras), relojes, gafas, escudos, coches de carrera, tractores, palas, etc.
Elementos que se pueden elaborar con la fibra de carbono
- Ciertas partes de las aeronaves.

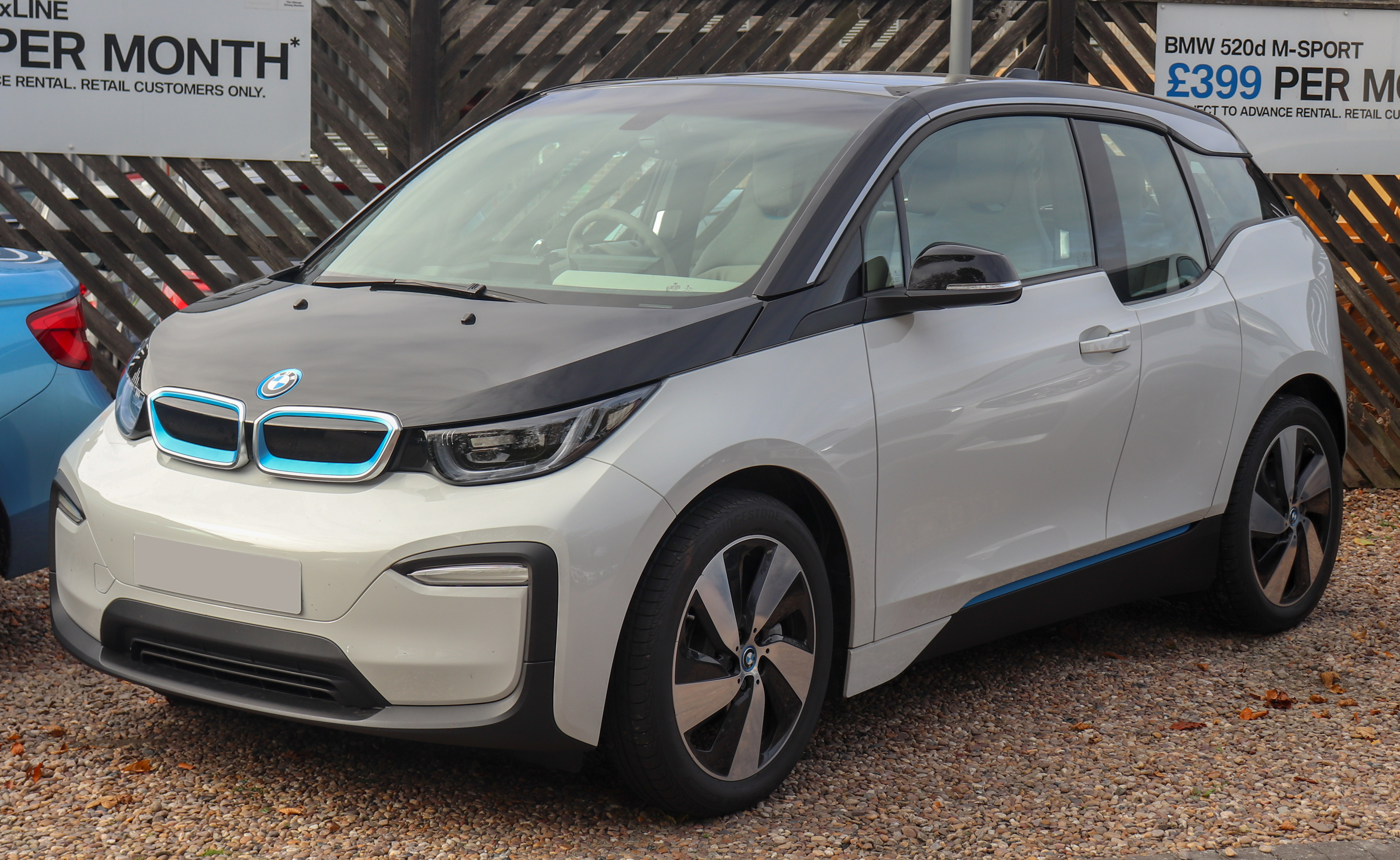
En el BMW i3 su chasis está formado de fibra de carbono.

- Coches de competición y deportivos de alto precio.
- Bicicletas de competición.
- Cascos de motocicleta de gama alta.
- Material deportivo.
- Drones.
- Instrumentos musicales (en muy pocos casos).
- Cañas de pescar de competición y/o muy alta resistencia.
- Muletas.[5]
- Prótesis.
- Monturas para gafas.